# شقيق النوم
شقيق النوم (بالألمانية: Schlafes Bruder)‏ هو فيلم دراما، وفلم موسيقي، وفيلم رومانسي، وفيلم مقتبس من عمل أدبي ‏ أُصدر في 1995. الفيلم من إخراج Joseph Vilsmaier ‏ ، أما السيناريو فكان من كتابة روبرت شنايدر.

## القصة
تقع أحداث الفيلم في النمسا.

## طاقم التمثيل
- André Eisermann  [لغات أخرى]‏
- Martin Heesch  [لغات أخرى]‏
- Bolek Polívka [الإنجليزية]‏
- Ingo Naujoks [الإنجليزية]‏
- Gilbert von Sohlern  [لغات أخرى]‏
- Birge Schade [الإنجليزية]‏
- هيربيرت كنوب
- Bořivoj Navrátil  [لغات أخرى]‏
- Přemysl Kočí [الإنجليزية]‏
- روبرت شنايدر
- لوبومير كوستيلكا  [لغات أخرى]‏
- Jan Přeučil  [لغات أخرى]‏
- راديك هولوب  [لغات أخرى]‏
- Jana Altmannová  [لغات أخرى]‏
- ريجينا فريتش
- Lena Stolze [الإنجليزية]‏
- يورغن سسحورناجيل
- Paulus Manker [الإنجليزية]‏
- يوخن نيكل
- دانا فافروفا
- بن بيكر
- Heinz Emigholz [الإنجليزية]‏
- ميكايلا روزين  [لغات أخرى]‏
- ديتليف بوث
- انجيليكا بارتش
- بيتر فرانك  [لغات أخرى]‏
- ايفا ماتيس
- Michael Mendl [الإنجليزية]‏
- Markéta Sedláčková  [لغات أخرى]‏

## وصلات خارجية
- شقيق النوم على موقع IMDb (الإنجليزية)
- شقيق النوم على موقع روتن توميتوز (الإنجليزية)
- شقيق النوم على موقع Turner Classic Movies (الإنجليزية)
- شقيق النوم على موقع أول موفي (الإنجليزية)
- شقيق النوم على موقع بوكس أوفيس موجو (الإنجليزية)
- شقيق النوم على موقع فيلمافينيتي (الإسبانية)
- شقيق النوم على موقع قاعدة بيانات الفيلم (الإنجليزية)
- شقيق النوم على موقع ليتربوكسد (الإنجليزية)
- شقيق النوم على موقع كينوبويسك (الروسية)